# Azai Sukemasa
Azai Sukemasa est un nom japonais traditionnel ; le nom de famille (ou le nom d'école), Azai, précède donc le prénom (ou le nom d'artiste).
Azai Sukemasa (浅井 亮政, 1491-21 janvier 1546) a construit le château d'Odani au profit du clan Azai, dont son fils Asai Hisamasa.
Sukemasa est un ancien samouraï pour le compte du clan Kyōgoku, mais il accroît progressivement son pouvoir dans le cadre d'une lutte interne au sein du clan. Il parvient à devenir daimyo, c'est-à-dire un puissant dirigeant féodal, mais se trouve engagé dans une lutte permanente contre Rokkaku Sadayori. À la fin, Sukemasa est complètement débordé et contraint de se retirer à Echizen, mais il réussit à préserver son indépendance avec l'aide du clan Asakura. Bien que cette alliance se révélera être une malédiction pour le clan Azai, elle est pourtant essentielle à la survie du clan.

## Source de la traduction
- (en) Cet article est partiellement ou en totalité issu de l’article de Wikipédia en anglais intitulé « Azai Sukemasa » (voir la liste des auteurs).